# Glodeanu-Siliștea (gmina)
Glodeanu-Siliștea – gmina w Rumunii, w okręgu Buzău. Obejmuje miejscowości Casota, Cârligu Mare, Cârligu Mic, Corbu, Cotorca, Glodeanu-Siliștea, Satu Nou i Văcăreasca. W 2011 roku liczyła 3998 mieszkańców.